# 하만석
하만석(河萬錫, Ha Manseog 1658년 2월 20일 ~ 1737년 7월 28일)는 조선 후기의 문신이자, 유학자로 본관은 진양(晉陽), 자는 여인(汝仁), 호는 초암(樵菴), 정2품 지중추부사를 역임했다. 아버지는 종2품 가선대부를 지낸 하응철이다. 조부는 유학자 하도(河圖)이며, 증조부는 진양하씨 사직공파 사천조동 문중을 창문(創門)한 하태원(河太沅)이며 고조부는 좌찬성 하경담 선생이다.

## 생애
하만석은 부친인 하응철 선생에 의해 5세부터 유학의 근본부터 배우기 시작하여 관례의 나이에 이를쯤에 학문됨이 출중하여 경서의 깨우침과 필서가 뛰어났다. 그는 진양하씨 사직공파 제23세손이자 사천조동 문중의 제4세 장손으로 문중을 현달케 했다. 그는 평소에 자녀들에게 '인의예지(仁義禮智)'를 교육하고 하문(河門)이 삼한시대부터 고려조에 이어 조선조에 이르기까지 '충과 효'를 근본으로 하는 가풍과 가훈의 정신을 진작(振作)하고 고양(高揚)시키는데 크게 기여했다. 벼슬은 효종조에 이어 영조조에 이르기까지 가선대부에 이어 정2품 지중추부사를 역임했다.

## 가계

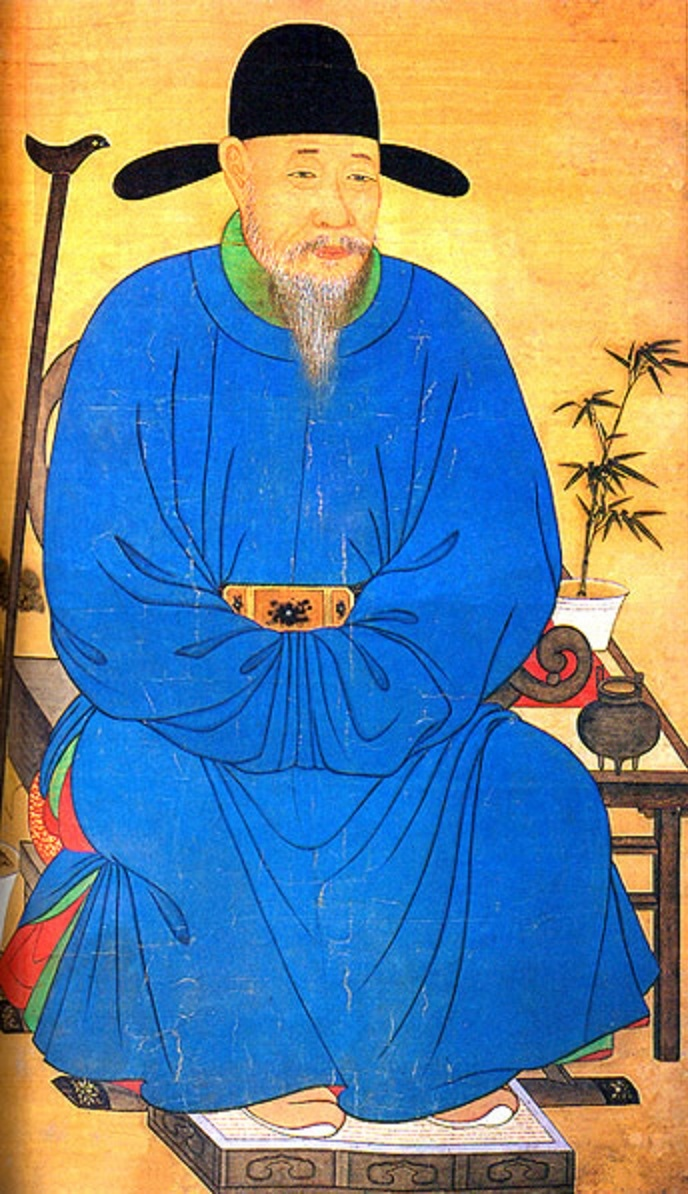
직계선조인 하연 선생

- 증조부 : 하태원(河太沅, 진양하씨 사직공파 사천조동 문중 創門)
  - 조부 : 하도(河圖), (유학자)
    - 아버지 : 하응철(河應澈, 가선대부)
    - 어머니 : 엉부인 밀양박씨
      - 장자 : 하유서(河有瑞, 유학자)
        - 장손 : 하윤징(河潤澄, 유학자)
          - 증손 : 하덕량(河德良, 유학자)
            - 고손 : 하용우(河龍佑, 유학자)

#### 직계 후손
- 하장수(7세손, 서예가, 사회운동가)
- 하재세(8세손, 유학자, 교육자)
- 하승무(10세손, 역사신학자, 시인)[2][3][4]

## 참고 자료
- 晉陽河氏大同譜(乾隆丙子譜,1756년)
- 晉陽河氏大同譜(乾隆壬辰譜,1772년)
- 晉陽河氏大同譜(乾隆乙酉譜,1789년)
- 晉陽河氏大同譜(道光戊子譜,1828년)
- 晉陽河氏大同譜(咸豐丁巳譜,1857년)
- 晉陽河氏大同譜(戊午譜,1858년)
- 晉陽河氏大同譜(庚辰譜,1880년)
- 晉陽河氏大同譜(庚子譜,1900년)
- 晉陽河氏大同譜(甲寅譜,1914년)
- 晉陽河氏大同譜(丁巳譜,1917년)
- 晉陽河氏大同譜(甲子譜,1924년)
- 晉陽河氏大同譜(戊辰譜,1928년)
- 晉陽河氏大同譜(壬辰譜,1952년)
- 晉陽河氏大同譜(乙未譜,1955년)
- 晉陽河氏大同譜(丁酉譜,1957년)
- 晉陽河氏大同譜(庚子譜,1960년)
- 晉陽河氏大同譜(乙酉譜,1969년)
- 晉陽河氏大同譜(甲子譜,1984년)
- 晉陽河氏大同譜(庚辰譜,2000년, 인제대학교 족보도서관 전자판)
- 河承武의 晉陽河氏 家門人物硏究(2015년)